# Северо-Восточная Азия

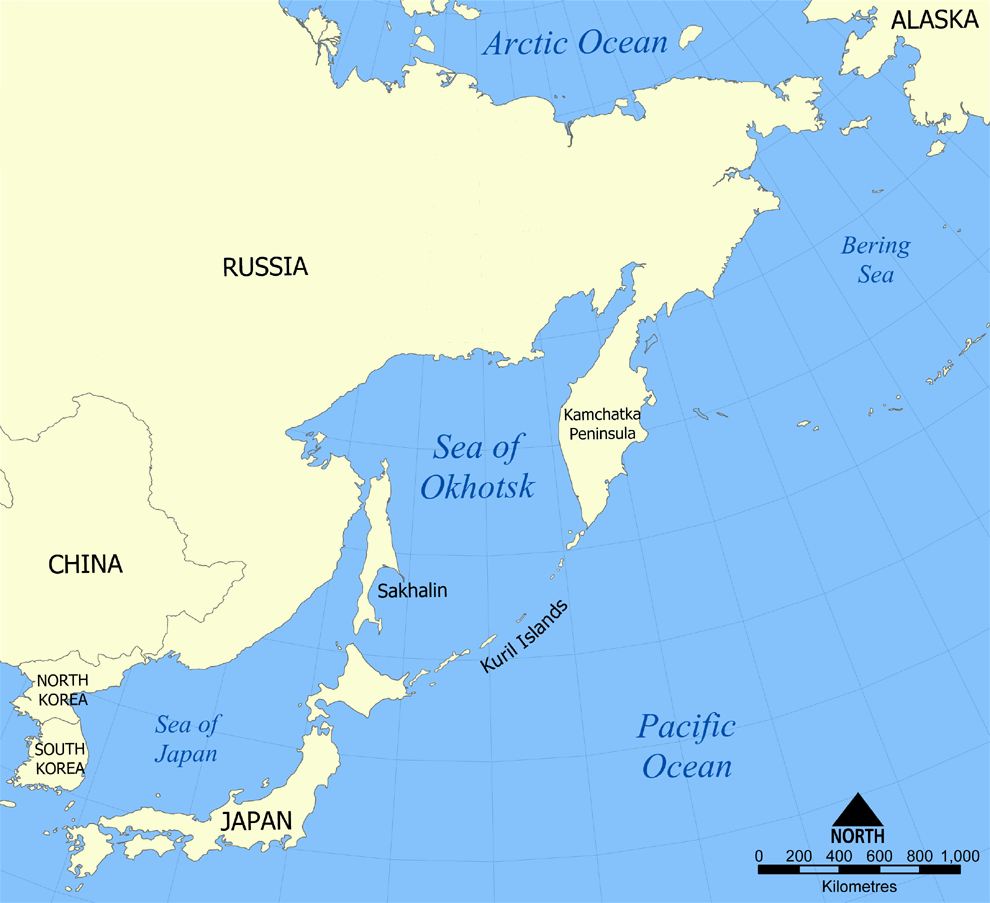
Карта с частями стран и территорий, составляющих регион Северо-Восточной Азии. Показано побережье Северо-Восточной Азии.

Северо-Восточная Азия — географический субрегион Азии. Его северо-восточная часть суши и острова ограничены Тихим океаном.
Термин «Северо-Восточная Азия» появился в 1930-х годах. В литературе используется сокращенное название — СВА. Его использовал американский историк и политолог Роберт Кернер. По определению Кернера, «Северо-Восточная Азия» включает Японский архипелаг, Корейский полуостров, Монгольское нагорье, Северо-Восточную Китайскую равнину и горные районы Дальнего Востока России, простирающиеся от реки Лены на западе до Тихого океана на востоке. Этот термин постепенно заменяет старый «Дальний Восток».

## Определения
Определение Северо-Восточной Азии не является статичным и изменяется в зависимости от контекста.
В обычном использовании термин Северо-Восточная Азия обычно относится к региону, включающему Маньчжурию (Северо-Восточный Китай и Приамурье). Другими странами и регионами, составляющими Северо-Восточную Азию, являются Япония, Монголия, Северная Корея, Дальний Восток России (включая Охотское море) и Южная Корея. Отдельные части или весь северный Китай также часто включаются в источники. Некоторые авторы включают Тайвань в Северо-Восточную Азию как отдельную страну. США и Канада не включены в регион.
Институт экономических исследований Северо-Восточной Азии определяет регион как Россию, Монголию, Японию, Корею и Китай.
Наиболее значительные города: Сеул, Пусан, Инчхон, Пхеньян, Токио, Осака, Кобе, Киото, Иокогама, Хиросима, Нагасаки, Шэньян, Харбин, Владивосток и Улан-Батор.

## Экономика

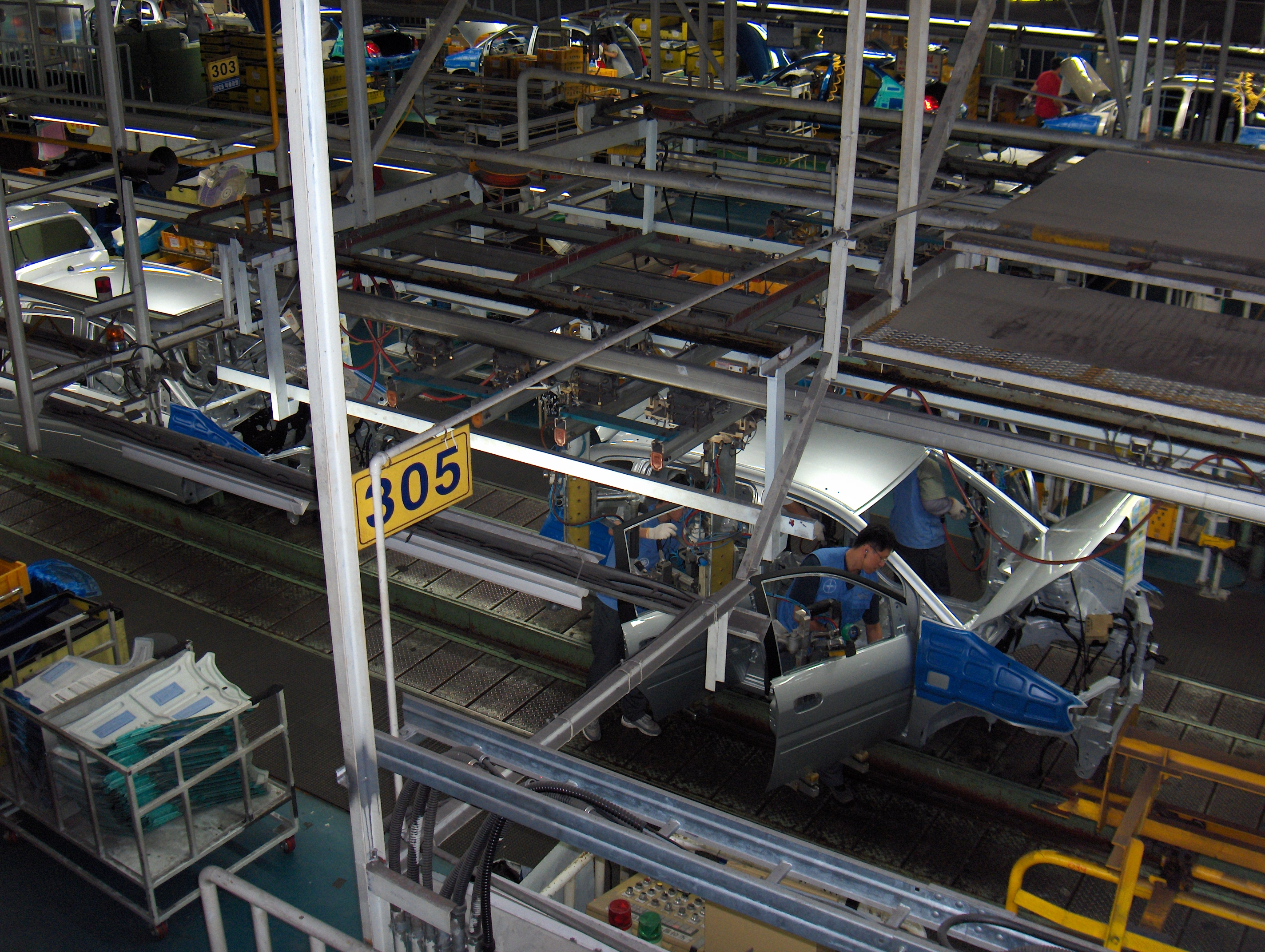
Крупнейший в мире автомобильный завод в Южной Корее

Северо-Восточная Азия — один из важнейших экономических регионов мира, на который в 2019 году приходилось 25,3 % мирового ВВП, превышающего ВВП Соединённых Штатов. Северо-Восточная Азия также один из важных политических центров, оказывающий влияние на мировую политику. К концу 1990-х годов на долю Северо-Восточной Азии приходилось 12 % мирового потребления энергии с тенденцией к увеличению. Ожидается, что к 2030 году в результате экономического роста в регионе эта доля удвоится или утроится.

## Биогеография
В биогеографии Северо-Восточная Азия охватывает Японию, Корейский полуостров, Северо-Восточный Китай и Дальний Восток России между озером Байкал в Южной Сибири и Тихим океаном.
Северо-Восточная Азия в основном покрыта лесами, тайгой, представляет собой евразийскую степь, или тундру на крайнем севере региона. Летние и зимние температуры сильно контрастируют. Северо-Восточная Азия представляет собой также горную местность.
В регионе проживает одна пятая часть населения Земли.